# Ермес Ернесту да Фонсека
Ермес Ернесту да Фонсека (порт. Hermes Ernesto da Fonseca, 1824—1891) — бразильський військовик та політик.
Брат першого президента Бразилії Деодору да Фонсека та батько восьмого президента Ермеса Родрігеса да Фонсека. Воював у війні Потрійного Альянсу, займав посаду губернатора штатів Баїя та Мату-Гросу.